# Aoi Ichikawa
Aoi Ichikawa (市川 蒼 Ichikawa Aoi?, Prefectura de Fukuoka, 2 de octubre de 1991) es un actor de voz japonés afiliado a Office Osawa. Algunos de sus papeles notables incluyen a Eita Izumi en Just Because!, Seiya Takehaya en Tsurune, Asistente en Tejina-senpai, Mitsuru en Darling in the Franxx y Nagara en Sonny Boy.

## Biografía
Ichikawa nació en la Prefectura de Fukuoka el 2 de octubre de 1991. En 2017, protagonizó su primer papel principal como Eita Izumi en la serie de anime Just Because!. En 2022, recibió el premio al Mejor Actor Revelación en la 16.ª edición de los Seiyū Awards.

## Filmografía
Los papeles principales están en negrita

### Anime

#### Series de televisión
| Año  | Título                                                             | Rol                  | Refs.  |
| ---- | ------------------------------------------------------------------ | -------------------- | ------ |
| 2017 | Just Because!                                                      | Eita Izumi           | [ 2 ]  |
| 2018 | Darling in the Franxx                                              | Mitsuru              | [ 5 ]  |
| 2018 | Tsurune                                                            | Seiya Takehaya       | [ 6 ]  |
| 2019 | Boogiepop and Others                                               | Shiro Tanaka         | [ 7 ]  |
| 2019 | Bakugan: Battle Planet                                             | Hydorous             | [ 8 ]  |
| 2019 | Tejina-senpai                                                      | Asistente            | [ 9 ]  |
| 2020 | Number24                                                           | Yayoi Tsuzura        | [ 10 ] |
| 2020 | Plunderer                                                          | Pele Poporo          | [ 11 ] |
| 2020 | Fruits Basket 2nd Season                                           | Naohito Sakuragi     | [ 12 ] |
| 2020 | Majo no Tabitabi                                                   | Emil                 | [ 13 ] |
| 2021 | Horimiya                                                           | Ichiro Watabe        | [ 14 ] |
| 2021 | Seijo no Maryoku wa Bannō Desu                                     | Rayne Salutania      | [ 14 ] |
| 2021 | Sonny Boy                                                          | Nagara               | [ 15 ] |
| 2022 | Blue Lock                                                          | Gurimu Igarashi      | [ 16 ] |
| 2022 | Spy × Family                                                       | Demetrius Desmond    | [ 14 ] |
| 2023 | Tsurune: Tsunagari no Issha                                        | Seiya Takehaya       | [ 17 ] |
| 2023 | Sugar Apple Fairy Tale                                             | Dale                 | [ 18 ] |
| 2023 | Eiyū-Ō, Bu o Kiwameru Tame Tensei-Su: Soshikite, no Minarai Kishi♀ | Morris               | [ 19 ] |
| 2023 | Jigokuraku                                                         | Yamada Asaemon Fuchi | [ 20 ] |
| 2023 | Edens Zero 2nd Season                                              | Killer               | [ 21 ] |
| 2023 | Dead Mount Death Play                                              | Shizuki Shinoyama    | [ 22 ] |
| 2023 | Horimiya: Piece                                                    | Ichirō Watabe        | [ 23 ] |
| 2023 | Seijo no Maryoku wa Bannō Desu Season 2                            | Rayne Salutania      | [ 24 ] |
| 2023 | Dead Mount Death Play Part 2                                       | Shizuki Shinoyama    | [ 22 ] |
| 2024 | Yōkoso Jitsuryoku Shijō Shugi no Kyōshitsu e                       | Makoto Sumida        | [ 25 ] |
| 2024 | Momochi-san Chi no Ayakashi Ōji                                    | Taikomochi           | [ 26 ] |
| 2024 | Blue Lock vs. U-20 Japan                                           | Gurimu Igarashi      | [ 27 ] |
| 2024 | Tasogare Out Focus                                                 | Runa Kagari          | [ 28 ] |
| 2024 | Sword Art Online Alternative Gun Gale Online II                    | Kenta                | [ 29 ] |
| 2025 | Shōshimin Series 2nd Season                                        | Ushio                | [ 30 ] |
| 2025 | Witch Watch                                                        | Takashi Isshiki      | [ 31 ] |
| 2025 | Silent Witch: Chinmoku no Majo no Kakushigoto                      | Aaron O'Brien        | [ 32 ] |
| 2025 | Gachiakuta                                                         | Rudo Surebrec        | [ 33 ] |
| 2026 | Jigokuraku 2nd Season                                              | Yamada Asaemon Fuchi | [ 34 ] |

#### Películas
| Año  | Título                           | Rol            | Refs.  |
| ---- | -------------------------------- | -------------- | ------ |
| 2022 | Tsurune Movie: Hajimari no Issha | Seiya Takehaya | [ 35 ] |

#### ONAs
| Año  | Título                                                             | Rol           | Refs.  |
| ---- | ------------------------------------------------------------------ | ------------- | ------ |
| 2020 | Bakugan: Armored Alliance                                          | Hydorous      | [ 36 ] |
| 2025 | Disney: Twisted-Wonderland The Animation - Episode of Heartslabyul | Ruggie Bucchi | [ 37 ] |

#### OVAs
| Año  | Título                                                  | Rol                 | Refs.  |
| ---- | ------------------------------------------------------- | ------------------- | ------ |
| 2018 | Hori-san to Miyamura-kun                                | Colegial A          | [ 14 ] |
| 2021 | Mahō Tsukai no Yome: Nishi no Shōnen to Seiran no Kishi | Mysterious Boy/Evan | [ 38 ] |

### Videojuegos
| Año  | Título                               | Rol                         | Refs.         |
| ---- | ------------------------------------ | --------------------------- | ------------- |
| 2019 | Namu Amida Butsu! Rendai Utena       | Rasetsuten, Kongōbu Bosatsu | [ 39 ] [ 40 ] |
| 2019 | Ikemen Genjiden: Ayakashi Koi Enishi | Taira no Shigehira          | [ 41 ]        |
| 2020 | White Cat Project                    | Sieg                        | [ 42 ]        |
| 2020 | Disney Twisted-Wonderland            | Ruggie Bucchi               | [ 43 ]        |
| 2021 | The Caligula Effect 2                | Gin Noto                    | [ 44 ]        |
| 2021 | Dragon Quest X                       | Doltam                      | [ 45 ]        |